# Банці
Банці (італ. Banzi) — муніципалітет в Італії, у регіоні Базиліката, провінція Потенца.
Банці розташоване на відстані близько 320 км на схід від Рима, 32 км на північний схід від Потенци.
Населення — 1355 осіб (2014).
Щорічний фестиваль відбувається 15 червня. Покровитель — святий Віт Martire.

## Демографія
Населення за роками:

Станом на 1 січня 2023 року в муніципалітеті офіційно проживали 43 іноземці з 9 країн, серед них 13 громадян країн Євросоюзу та 6 громадян України.

## Сусідні муніципалітети
- Дженцано-ді-Луканія
- Палаццо-Сан-Джервазіо
- Спінаццола